# Erica caledonica
Erica caledonica är en ljungväxtart som beskrevs av Spreng. f. Erica caledonica ingår i släktet klockljungssläktet, och familjen ljungväxter. Inga underarter finns listade i Catalogue of Life.